# O Kuk-ryol
O Kuk-ryol (Onsong Country, 7 de enero de 1930–9 de febrero de  2023) fue un militar norcoeano.

## Biografía
Hijo de O Jung-song y el sobrino de O Jung-hop, que lucharon contra los japoneses con Kim Il-sung, siendo uno de los más cercanos amigos personales de Kim Jong-il desde su infancia.
Fue general desde abril de 2009. Ya antes había sido Vicepresidente de la Comisión Nacional de Defensa de Corea del Norte como jefe de su Departamento de Operaciones. Fue llamado «el segundo hombre más poderoso de Corea del Norte»[¿por quién?], y fue mencionado como posible sucesor de Kim Jong-il. Fue parte del grupo 1980, que llegó al poder cuando Kim Jong-il consiguió suceder a Kim Il-sung.
O se desempeñó como comandante de la Fuerza Aérea Popular de Corea, empezando como un general de división y superintendente de la Academia del Norte de la Fuerza Aérea en 1964, y posteriormente como Teniente general y Comandante de la Fuerza Aérea en 1967, antes de unirse a la política en 1970 como un cadre en la Asamblea Popular Suprema. 
En 1973, fue uno de los pilotos enviados para ayudar a la Fuerza Aérea de Egipto en la guerra de Yom Kipur. Fue promovido de nuevo en 1979 a Jefe del Estado Mayor de las Fuerzas Terrestres del Ejército Popular de Corea, después de servir dos años como subjefe del Estado Mayor, y luego a general en 1985, a pesar de una salida breve tras desacuerdos con el ministro de las Fuerzas Armadas, O Chin-u. 
En 1989, O regresó a su puesto como Jefe del Bureau del Partido de los Trabajadores de Corea, donde ocupó el cargo hasta que la Mesa se transfirió a la Comisión de Defensa Nacional en 2009.